# 黃樟素
黃樟素（Safrole 或 Shikimol）是一種有機天然化合物，化學式為CH2O2C6H3CH2CH=CH2。黃樟素是一種無色的油狀液體，但萃取時常含有雜質而呈微黃色。屬於苯丙素类（phenylpropanoid family）天然化合物一員，見於檫木属植物及其他植物。多種植物中均有少量黃樟素，在植物體中有天然拒食剂（antifeedant）的功能。
具有特別的西式「糖果鋪」的香氣。
黃樟素通常由黃樟樹的根、樹皮、果實，或北美檫樹的根皮中提取，或是經由兒茶酚或其他相關亞甲二氧基的化合物化學合成所生產。一種在巴西成長的植物細孔綠心樟可製成棕色樟腦油（細孔綠心樟油），而黃樟素就是此油的主要成分。
黃樟素是許多合成物的前体，例如：殺蟲增效劑胡椒基丁醚、透過异黄樟素生產的香氣劑胡椒醛及致幻同感劑MDMA。經動物實驗，確定在生物的代謝過程中，會有致癌的風險。

## 致癌
在1960年代研究指出，黃樟素是致癌物，造成動物的永久性肝臟損傷。因此美國食品和藥物管理局(FDA)禁止黃樟和黃樟素供人食用。美國食品和藥物管理局仍然認為黃樟素在老鼠是弱的致癌物質，黃樟素被美國政府認定為弱致癌物質，
現今被美國禁止使用於食品添加物、肥皂、香水。然而一個1977研究黃樟素在大鼠和人類的代謝產物，在大鼠尿中發現的黃樟素兩種致癌代謝物，1,1'-羥基黃樟素和3'-羥基異黃樟腦，並沒有在人尿中發現。歐盟健康與消費者保護委員會假定黃樟素具有遺傳毒性和致癌性。它天然存在於各種香料，如肉桂，肉荳蔻，和黑胡椒和部分草藥羅勒，但含量較低。黃樟素同許多天然存在的化合物一樣，一般在使用原植物下較難發現顯著影響，但萃取物在囓齒動物實驗中能誘導發生癌症。不過對人類的影響尚未證實有致癌因果，由勞倫斯·伯克利國家實驗室估計，類似呼吸室內空氣或飲用市政供水帶來的風險。在美國曾經被廣泛用作根汁啤酒、黃樟茶，和其他常見的產品食品添加劑，其對大鼠的致癌性被發現後被美國食品和藥物管理局禁止使用。如今黃樟素也被國際香料協會禁止用於肥皂和香水。
但於中華人民共和國境內仍可合法使用。

## 應用於毒品製造
黃樟素是製造MDMA（搖頭丸）的主要原料。

## 外部連結
- 黃樟素 Safrole （页面存档备份，存于） 中草藥化學圖像數據庫 (香港浸會大學中醫藥學院) （中文）（英文）